# Choroba Stilla u dorosłych
Choroba Stilla u dorosłych (łac. morbus Stilli adultorum) – rzadka postać młodzieńczego idiopatycznego zapalenia stawów przebiegająca wraz z gorączką, wysypką, powiększeniem węzłów chłonnych oraz śledziony, a także zapaleniem błon surowiczych i innych narządów.

## Historia
Podobieństwa choroby Stilla u dorosłych do młodzieńczego idiopatycznego zapalenia stawów przedstawił w 1971 roku Eric Bywaters. Pierwszego opisu tej choroby występującej u dzieci dokonał George Frederic Still, od którego powstała nazwa choroby.

## Etiopatogeneza
Choroba Stilla u dorosłych jest chorobą autoimmunologiczną. Podejrzewa się, że choroba może być związana z działaniem niektórych wirusów, takich jak wirus różyczki, świnki, cytomegalii czy Echowirusem 7, a także bakterii jak Borrelia burgdorferi, Chlamydophila pneumoniae, Brucella abortus i Yersinia enterocolica. Nie wyklucza się istnienia predyspozycji genetycznych, szczególnie związanych z układem HLA.

## Epidemiologia
Zapadalność wynosi ok. 1,5 na 100 000-1 000 000 osób.

## Postacie choroby
Wyróżnia się 3 postacie choroby:
- postać jednofazowa
- postać nawracająca
- postać przewlekła

## Objawy i przebieg
Główne objawy są następujące (w nawiasie podana jest częstość występowania objawów według badania Mert i innych):
- gorączkę ze zwyżkami (100%) – czasami jedyny objaw,
- wysypkę (85%) – ma charakter plamek lub blaszek o zabarwieniu łososiowym, czasami nie znika[13]. Może jej towarzyszyć świąd[13].
- ból (90%) i zapalenie stawów (65%)
- ból gardła (75%)
- ból mięśni (60%)
- niedokrwistość (65%)
- powiększenie węzłów chłonnych (15%)
- ból brzucha
- powiększenie śledziony (40%) lub wątroby (25%)
- utrata masy ciała

## Rozpoznanie
Kryteria rozpoznania choroby Stilla u dorosłych składają się z kryteriów dużych, małych oraz wykluczających. Chorobę Stilla u dorosłych stwierdza się, gdy nie występuje żadna choroba spośród kryteriów wykluczających oraz stwierdza się minimum 5 kryteriów, z czego  przynajmniej 2 stanowią duże kryteria. Źródła:.
| Kryteria duże | Kryteria małe | Kryteria wykluczające                               |
| --- | --- | --------------------------------------------------- |
| - gorączka ≥39 °C utrzymująca się dłużej niż tydzień; - ból lub zapalenie stawów od ponad 2 tygodni; - leukocytoza (≥10 000/μl) z ilością granulocytów 80%; - charakterystyczna wysypka koloru łososiowego | - ból gardła; - powiększenie węzłów chłonnych; - powiększenie śledziony - podwyższona aktywność AspAT, ALAT i LDH w surowicy krwi; - brak obecności czynnika reumatoidalnego IgM i przeciwciał przeciwjądrowych | - infekcja; - nowotwory; - inne choroby reumatyczne |

Poziom ferrytyny powyżej 1000 ng/ml występuje w chorobie Stilla, ale należy brać też pod uwagę również inne choroby, w których jej poziom jest podwyższony.

## Powikłania
Możliwe powikłania:
- zapalenie opłucnej,
- zapalenie osierdzia (może być zaciskające),
- tamponada serca,
- zapalenie mięśnia sercowego lub wsierdzia,
- zespół rozsianego krzepnięcia wewnątrznaczyniowego (DIC),
- zespół Sjögrena,
- włóknienie płuc,
- krwawienie pęcherzykowe,
- zapalenie nerek,
- neuropatia,
- aseptyczne zapalenie opon mózgowo-rdzeniowych,
- zaćma,
- piorunujące zapalenie wątroby,
- zespół aktywacji makrofagów,
- inne.

## Leczenie
W ostrej fazie choroby zaleca się podawanie niesteroidowych leków przeciwzapalnych, a jeżeli nie przynoszą one pożądanego efektu (co dzieje się bardzo często), stosuje się glikosteroidy, spośród których najczęściej wykorzystuje się prednizon podawany doustnie, bądź metyloprednizolon podawany dożylnie. Są one skuteczne u ok. 65% pacjentów. W przewlekłym leczeniu choroby stosuje się przede wszystkim leki modyfikujące jej przebieg (np. metotreksat), a w przypadku oporności choroby immunoglobuliny dożylne: anakinrę bądź kanakinumab. Ich zastosowanie zazwyczaj daje dobre rezultaty. U chorych z objawami zapalenia stawów na samym początku choroby należy rozpocząć rehabilitację.

## Rokowanie
Zapalenie wielu stawów i obecność nadżerek na stawach wiąże się ze zwiększonym ryzykiem przejścia w stan przewlekły. Przeżywalność pięcioletnia wynosi 90-95%.